# Football Club Drita
El Football Club Drita (en albanés: Klubi Futbollistik Drita), más conocido simplemente como Drita, es un equipo de fútbol de Kosovo que juega en la Superliga de Kosovo, la primera división de fútbol en el país.

## Historia
Fue fundado en el año 1947 en la ciudad de Gjilan con el nombre SHKA Drita como un grupo cultural que además de tener el fútbol, contaba con secciones en canto y baile, pero posteriormente la sección de fútbol se separa y actúa como un ente aparte y surge como KF Drita, donde el término Drita representa la necesidad de los habitantes de Gjilan de buscar la luz contra el régimen comunista serbio.
Entre 1978 y 1987 el club jugó en la Segunda Liga de Kosovo cuando en 1987 logra el ascenso a la Primera Liga de Kosovo.
El 26 de junio de 2018 el club consigue una histórica victoria en la Champions League por 
2-0 ante el club Santa Coloma de Andorra, esta es la primera victoria de un club kosovar en torneos Internacionales
El 29 de junio de 2018, a tan solo 3 días de la histórica victoria frente al Santa Coloma, el club Kosovar logra avanzar a la siguiente fase de la UEFA Champions League al eliminar al Lincoln Red Imps FC en la final de la fase preliminar de la competición, el Drita FC se impuso en la prórroga por 4:1 y con ello eliminó al anfitrión de la copa.
Más adelante sería eliminado en la segunda ronda por el Malmö FF de Suecia en la primera ronda clasificatoria con un marcador global de 0:5, por lo que tuvieron que jugar en la Liga Europa de la UEFA 2018-19 en la segunda ronda clasificatoria ante el F91 Dudelange de Luxemburgo, empatando en casa y perdiendo de visitante, eliminados con marcador global de 2:3.

## Palmarés
- Superliga de Kosovo: 4

2002–03, 2017–18, 2019-20, 2024-25
- Copa de Kosovo: 1

2000–01

## Entrenadores
- Reshat Osmani (1999–2000)
- Kemajl Halimi (1999–2000)
- Bylbyl Sokoli (2000–01)
- Kemajl Halimi (2001–02)
- Fadil Muriqi (2001–02)
- Hysni Maxhuni (2002, interino)[3]
- Ramadan Cimili (2002–03)[3]
- Kemajl Halimi (2003, interino)
- Muharrem Sahiti (2003–04)
- Reshat Osmani (2007, interino)
- Milaim Zuzaku (2007–08)
- Refik Rexhepaj (2008, interino)
- Milaim Zuzaku (2008–09)
- Bekim Isufi (2011–12)
- Arbnor Morina (2012–13)[4]
- Musa Selimi (2013)[5]
- Arbnor Morina (2013)[6]
- Bekim Isufi (2013–14)
- Agron Selmani (2014)[7]
- Afrim Shahini (2014–15)
- Sadat Pajaziti (2015)[8]
- Bekim Isufi (2015–16)
- Amir Alagić (2016)[9]
- Ismet Munishi (2016)[10]
- Milaim Zuzaku (2016–17)[11]
- Bekim Isufi (2017–18)[12]
- Shpëtim Duro (2018–19)[13]
- Ardian Nuhiu (2019–2022) [14]
- Arsim Thaqi (2022–2023)[15]
- Akis Vavalis (2023–)

- Fuente:[16]

## Participación en competiciones de la UEFA
| Competicion UEFA | Competicion UEFA              | Competicion UEFA   | Competicion UEFA      | Competicion UEFA | Competicion UEFA | Competicion UEFA |
| Temporada        | Torneo                        | Ronda              | Club                  | Casa             | Visita           | Global           |
| ---------------- | ----------------------------- | ------------------ | --------------------- | ---------------- | ---------------- | ---------------- |
| 2018–19          | UEFA Champions League         | Preliminar         | Santa Coloma          | 2–0 (aet)        | 2–0 (aet)        | 2–0 (aet)        |
| 2018–19          | UEFA Champions League         | Preliminar         | Lincoln Red Imps      | 4–1 (aet)        | 4–1 (aet)        | 4–1 (aet)        |
| 2018–19          | UEFA Champions League         | 1.ª Clasificatoria | Malmö                 | 0–3              | 0–2              | 0–5              |
| 2018–19          | UEFA Europa League            | 2.ª Clasificatoria | F91 Dudelange         | 1–1              | 1–2              | 2–3              |
| 2020-21          | UEFA Champions League         | Preliminar         | Inter Club d'Escaldes | 2–0              | 2–0              | 2–0              |
| 2020-21          | UEFA Champions League         | Preliminar         | Linfield              | 0–3              | 0–3              | 0–3              |
| 2020-21          | UEFA Europa League            | 2.ª Clasificatoria | Sileks                | –                | 2–0              | 2–0              |
| 2020-21          | UEFA Europa League            | 3.ª Clasificatoria | Legia de Varsovia     | –                | 0–2              | 0–2              |
| 2021-22          | UEFA Europa Conference League | 1.ª Clasificatoria | Dečić                 | 2–1              | 1–0              | 3–1              |
| 2021-22          | UEFA Europa Conference League | 2.ª Clasificatoria | Feyenoord             | 0–0              | 2–3              | 2–3              |
| 2022-23          | UEFA Europa Conference League | 1.ª Clasificatoria | Inter Turku           | 3–0              | 0–1              | 3–1              |
| 2022-23          | UEFA Europa Conference League | 2.ª Clasificatoria | Antwerp               | 0–2              | 0–0              | 0–2              |
| 2023–24          | UEFA Europa Conference League | 2.ª Clasificatoria | Viktoria Plzeň        | 1–2              | 0–0              | 1–2              |
| 2024–25          | UEFA Conference League        | 2.ª Clasificatoria | Breiðablik            | 1–0              | 2–1              | 3–1              |
| 2024–25          | UEFA Conference League        | 3.ª Clasificatoria | Auda                  | 3–1 (aet)        | 0–1              | 3–2              |
| 2024–25          | UEFA Conference League        | Playoff            | Legia Warsaw          | 0–1              | 0–2              | 0–3              |